# Saison 2017-2018 du FC Metz
Maillots
Dernière mise à jour : 16 janvier 2018.
Chronologie
Saison précédente Saison suivante
Le FC Metz, joue sa 60e saison en Ligue 1 lors de la saison 2017-2018. Cette saison voit le club s'engager dans trois compétitions que sont la Ligue 1, la Coupe de France et la Coupe de la Ligue. Au terme du match FC Metz - Angers SCO perdu 2-1 par les grenats, le FC Metz signe son retour en ligue 2 pour la saison prochaine.

## Historique
Le FC Metz aborde sa 60e saison dans l'élite du football français, soit le 4e meilleur total en France, à égalité avec Rennes, et derrière Marseille (68), Sochaux (66), Bordeaux (64) et Saint-Étienne (64).
L'ossature de l'équipe change peu par rapport à la saison précédente, outre les retours de prêt de Mevlüt Erding et Cheick Diabaté, les départs de Franck Signorino, David Oberhauser et Guido Milán, et les transferts de Georges Mandjeck (1 million d'euros au Sparta Prague), Cheick Doukouré (1,6 million d'euros à Levante UD), Simon Falette (5 millions d'euros à Francfort) et surtout Ismaïla Sarr, la révélation messine de la saison passée (17 millions d'euros au Stade Rennais, jusqu'à 30 millions avec les bonus, soit le plus gros transfert de l'histoire du FC Metz). Le mercato estival messin de 2017 est le plus lucratif de son histoire en termes de recette (environ 25 millions d'euros).
Le club a recruté d'autres joueurs dont Nolan Roux, un attaquant habitué à la Ligue 1, Gerónimo Poblete, un milieu de terrain argentin, ancien capitaine de Colón et Cafú. Pour autant, même si le jeu est considéré comme amélioré par les supporters[Qui ?], le début de saison n'est pas à la hauteur des espérances, la raison à un mercato raté[réf. souhaitée].
En toute fin de mercato, le club a recruté l'ancien attaquant international espoir français Emmanuel Rivière et s'est fait prêter avec option d'achat le milieu offensif et international togolais Matthieu Dossevi. Ce dernier a permis au club de gagner son premier match de la saison face à Angers, étant élu homme du match.

## Avant-saison

### Objectif du club
Pour l'instant, les objectifs fixés sont :
- Maintien en Ligue 1

### Matchs amicaux
| Date                     | Lieu         | Adversaire        | Score |
| ------------------------ | ------------ | ----------------- | ----- |
| Samedi 1er juillet 2017  | Sarzeau      | SCS Locminé       | V 2-1 |
| Samedi 8 juillet 2017    | Homécourt    | AFC Tubize        | V 2-0 |
| Vendredi 14 juillet 2017 | Saint-Dizier | AJ Auxerre        | D 1-4 |
| Mercredi 19 juillet 2017 | Seraing      | KAS Eupen         | V 2-0 |
| Samedi 22 juillet 2017   | Seraing      | Standard de Liège | N 1-1 |
| Samedi 29 juillet 2017   | Metz         | Crystal Palace    | N 1-1 |

### Sponsors / Partenaires
Pour la septième année consécutive, le FC Metz travaille aux côtés de Nike, son équipementier. Par rapport à la saison précédente, le club a gardé les mêmes sponsors et principaux partenaires, mais il se peut que des nouveaux s'ajoutent. Fin juillet, le club trouve un nouveau sponsor maillot, pour remplacer celui de l'année précédente, Tchad, Oasis du Sahel n'ayant pas payé le club pour le sponsoring. Il s'agit de Car Avenue, anciennement le Groupe Bailly, partenaire du club depuis des années qui devient le sponsor principal.
- Nike (Équipementier)
- Car Avenue (Principal maillot)
- Conseil départemental de la Moselle (Face Avant Maillot)
- Hypermarchés E.Leclerc de Creutzwald, Fameck, Hauconcourt, Sarrebourg, Thionville et Marly (Short maillot)
- Bigben Interactive (Dos maillot)
- Conseil régional du Grand Est
- Théobald Automobiles
- Orange
- Costantini

## Transferts
| Nom                    | Nationalité   | Poste     | Transfert             | Provenance/Destination        | Division            |
| ---------------------- | ------------- | --------- | --------------------- | ----------------------------- | ------------------- |
| Arrivées               |               |           |                       |                               |                     |
| Moussa Niakhaté        | France        | Défenseur | Transfert             | Valenciennes FC               | Ligue 2             |
| Nolan Roux             | France        | Attaquant | Transfert             | AS Saint-Étienne              | Ligue 1             |
| Cafú                   | Portugal      | Milieu    | Transfert             | FC Lorient                    | Ligue 1             |
| Emmanuel Rivière       | France        | Attaquant | Transfert             | Newcastle United              | Premier League      |
| Ibrahima Niane         | Sénégal       | Attaquant | Transfert affilié     | Génération Foot               | Ligue 1             |
| Ablie Jallow           | Gambie        | Milieu    | Transfert affilié     | Génération Foot               | Ligue 1             |
| Gerónimo Poblete       | Argentine     | Milieu    | Transfert libre       | Club Atlético Colón           | Primera División    |
| Quentin Beunardeau     | France        | Gardien   | Transfert libre       | AFC Tubize                    | Proximus League     |
| Rémi Cabral            | France        | Attaquant | Transfert libre       | Paris Saint-Germain B         | National 2          |
| Ryan Ouazine           | France        | Attaquant | Transfert libre       | Olympique Lyonnais B          | National 2          |
| Philipp Wollscheid     | Allemagne     | Défenseur | Transfert libre       | Stoke City FC                 | Premier League      |
| Julian Palmieri        | France        | Milieu    | Transfert libre       | -                             | -                   |
| Théodore Efouba Ayissi | Cameroun      | Défenseur | Contrat professionnel | FC Metz B                     | National 2          |
| Lemouya Goudiaby       | Sénégal       | Milieu    | Contrat professionnel | FC Metz B                     | National 2          |
| Brian Fernández        | Argentine     | Attaquant | Prêt                  | Racing Club                   | Primera División    |
| Matthieu Dossevi       | Togo          | Milieu    | Prêt                  | Standard de Liège             | Jupiler Pro League  |
| Médéric Deher          | France        | Défenseur | Retour de prêt        | US Avranches                  | National 1          |
| Habib Diallo           | Sénégal       | Attaquant | Retour de prêt        | Stade brestois                | Ligue 2             |
| Oumar Gonzalez         | Cameroun      | Défenseur | Retour de prêt        | SAS Epinal                    | National 1          |
| Janis Ikaunieks        | Lettonie      | Milieu    | Retour de prêt        | AE Larisa                     | Superleague Elláda  |
| Moustapha Kaboré       | Burkina Faso  | Attaquant | Retour de prêt        | CS Sedan                      | National 1          |
| Hamza Sakhi            | Maroc         | Milieu    | Retour de prêt        | SAS Epinal                    | National 1          |
| Lucas Toussaint        | France        | Milieu    | Retour de prêt        | RFC Seraing                   | D1 Amateur          |
| Départs                |               |           |                       |                               |                     |
| Médéric Deher          | France        | Défenseur | Fin de contrat        | -                             | -                   |
| Franck Signorino       | France        | Défenseur | Fin de contrat        | -                             | -                   |
| Cheick Diabaté         | Mali          | Attaquant | Retour de prêt        | Osmanlıspor                   | Süper Lig           |
| Mevlüt Erding          | Turquie       | Attaquant | Retour de prêt        | Hanovre 96                    | Bundesliga          |
| Janis Ikaunieks        | Lettonie      | Milieu    | Prêt                  | FK Liepāja                    | Virslīga            |
| Moustapha Kaboré       | Burkina Faso  | Attaquant | Prêt                  | RFC Seraing                   | D1 Amateur          |
| Moustapha Kaboré       | Burkina Faso  | Attaquant | Prêt                  | Entente Sannois Saint-Gratien | National 1          |
| Alexis Larrière        | France        | Milieu    | Prêt                  | US Avranches                  | National 1          |
| Hamza Sakhi            | Maroc         | Milieu    | Prêt                  | AJ Auxerre                    | Ligue 2             |
| Habib Diallo           | Sénégal       | Attaquant | Prêt                  | Stade brestois 29             | Ligue 2             |
| Gauthier Hein          | France        | Milieu    | Prêt                  | Tours FC                      | Ligue 2             |
| Oumar Gonzalez         | Cameroun      | Défenseur | Prêt                  | Rodez Aveyron                 | National 1          |
| Lucas Toussaint        | France        | Milieu    | Prêt                  | Pau FC                        | National 1          |
| Guido Milán            | Argentine     | Défenseur | Transfert libre       | Veracruz                      | Liga MX             |
| David Oberhauser       | France        | Gardien   | Transfert libre       | Platanias FC                  | Superleague Elláda  |
| Roman Pierrard         | France        | Défenseur | Transfert libre       | CS Fola Esch                  | Division Nationale  |
| Dylann Dufrenne        | France        | Gardien   | Transfert libre       | Union Titus Pétange           | Promotion d'honneur |
| Boris Mathis           | France        | Attaquant | Transfert libre       | Everton FC B                  | Premier League      |
| Kévin Lejeune          | France        | Milieu    | Transfert libre       | AC Ajaccio                    | Ligue 2             |
| Georges Mandjeck       | Cameroun      | Milieu    | Transfert (1M€)       | AC Sparta Prague              | Gambrinus Liga      |
| Ismaïla Sarr           | Sénégal       | Attaquant | Transfert (17M€)      | Stade rennais                 | Ligue 1             |
| Cheick Doukouré        | Côte d'Ivoire | Milieu    | Transfert (1,6M€)     | Levante UD                    | LaLiga Santander    |
| Simon Falette          | France        | Défenseur | Transfert (5M€)       | Eintracht Francfort           | Bundesliga          |
| Thibaut Vion           | France        | Attaquant | Transfert             | Chamois Niortais              | Ligue 2             |

| Nom                | Nationalité        | Poste     | Transfert             | Provenance/Destination | Division           |
| ------------------ | ------------------ | --------- | --------------------- | ---------------------- | ------------------ |
| Arrivées           |                    |           |                       |                        |                    |
| Alexis Larrière    | France             | Milieu    | Rupture de prêt       | US Avranches           | National 1         |
| Nicolas Basin      | France             | Défenseur | Contrat professionnel | FC Metz B              | National 3         |
| Janis Ikaunieks    | Lettonie           | Milieu    | Fin de prêt           | FK Liepāja             | Virslīga           |
| Georges Mandjeck   | Cameroun           | Milieu    | Prêt                  | AC Sparta Prague       | Gambrinus Liga     |
| Farid Boulaya      | Algérie            | Milieu    | Prêt                  | Gérone FC              | LaLiga Santander   |
| Danijel Milićević  | Bosnie-Herzégovine | Milieu    | Prêt                  | KAA La Gantoise        | Jupiler Pro League |
| Départs            |                    |           |                       |                        |                    |
| Philipp Wollscheid | Allemagne          | Défenseur | Rupture de contrat    | -                      | -                  |
| Brian Fernández    | Argentine          | Attaquant | Rupture de prêt       | Racing Club            | Primera División   |
| Chris Philipps     | Luxembourg         | Milieu    | Transfert             | Legia Varsovie         | Ekstraklasa        |
| Cafú               | Portugal           | Milieu    | Prêt (18 mois)        | Legia Varsovie         | Ekstraklasa        |
| Janis Ikaunieks    | Lettonie           | Milieu    | Prêt (6 mois)         | FK Liepāja             | Virslīga           |

## Effectif professionnel

### Joueurs prêtés
| No. | Nat. | Position | Joueur           | Club                          | Date           | Stats              |
| --- | ---- | -------- | ---------------- | ----------------------------- | -------------- | ------------------ |
| 4   |      | D        | Oumar Gonzalez   | Rodez Aveyron                 | 30 juin 2018   | 4 matchs / 0 buts  |
| 6   |      | M        | Alexis Larrière  | US Avranches                  | 5 janvier 2018 | 12 match / 1 buts  |
| 7   |      | M        | Gauthier Hein    | Tours FC                      | 30 juin 2018   | 12 matchs / 1 buts |
| 29  |      | M        | Lucas Toussaint  | Pau FC                        | 30 juin 2018   | 8 matchs / 0 buts  |
| 21  |      | M        | Hamza Sakhi      | AJ Auxerre                    | 30 juin 2018   | 22 matchs / 2 buts |
| 9   |      | A        | Moustapha Kaboré | Entente Sannois Saint-Gratien | 30 juin 2018   | 7 matchs / 1 buts  |
| 20  |      | A        | Habib Diallo     | Stade brestois                | 30 juin 2018   | 33 matchs / 9 buts |
| 24  |      | A        | Jānis Ikaunieks  | FK Liepāja                    | 5 janvier 2018 | 7 matchs / 0 buts  |

## Statistiques de l'effectif
| Joueur                  | Championnat | Championnat | Championnat | Championnat | Championnat  | Coupe de France | Coupe de France | Coupe de France | Coupe de France | Coupe de France | Coupe de la Ligue | Coupe de la Ligue | Coupe de la Ligue | Coupe de la Ligue | Coupe de la Ligue | Total | Total       | Total | Total  | Total        |
| Joueur                  | M           | But inscrit | Pd          | Averti      | Carton rouge | M               | But inscrit     | Pd              | Averti          | Carton rouge    | M                 | But inscrit       | Pd                | Averti            | Carton rouge      | M     | But inscrit | Pd    | Averti | Carton rouge |
| ----------------------- | ----------- | ----------- | ----------- | ----------- | ------------ | --------------- | --------------- | --------------- | --------------- | --------------- | ----------------- | ----------------- | ----------------- | ----------------- | ----------------- | ----- | ----------- | ----- | ------ | ------------ |
| Thomas Didillon         | 8           | 0           | 0           | 0           | 0            | 0               | 0               | 0               | 0               | 0               | 2                 | 0                 | 0                 | 0                 | 0                 | 10    | 0           | 0     | 0      | 0            |
| Eiji Kawashima          | 14          | 0           | 0           | 0           | 1            | 1               | 0               | 0               | 0               | 0               | 0                 | 0                 | 0                 | 0                 | 0                 | 15    | 0           | 0     | 0      | 1            |
| Quentin Beunardeau      | 1           | 0           | 0           | 0           | 0            | 1               | 0               | 0               | 0               | 0               | 0                 | 0                 | 0                 | 0                 | 0                 | 2     | 0           | 0     | 0      | 0            |
| Fallou Diagne           | 17          | 1           | 1           | 3           | 2            | 1               | 0               | 0               | 0               | 0               | 0                 | 0                 | 0                 | 0                 | 0                 | 18    | 1           | 1     | 3      | 2            |
| Milan Biševac           | 10          | 0           | 0           | 1           | 0            | 0               | 0               | 0               | 0               | 0               | 0                 | 0                 | 0                 | 0                 | 0                 | 10    | 0           | 0     | 1      | 0            |
| Matthieu Udol           | 6           | 0           | 0           | 0           | 0            | 0               | 0               | 0               | 0               | 0               | 0                 | 0                 | 0                 | 0                 | 0                 | 6     | 0           | 0     | 0      | 0            |
| Moussa Niakhaté         | 20          | 0           | 1           | 3           | 0            | 1               | 0               | 0               | 0               | 0               | 2                 | 0                 | 0                 | 0                 | 0                 | 23    | 0           | 1     | 3      | 0            |
| Chris Philipps          | 11          | 0           | 0           | 4           | 0            | 1               | 0               | 0               | 0               | 0               | 2                 | 0                 | 0                 | 0                 | 0                 | 14    | 0           | 0     | 4      | 0            |
| Iván Balliu             | 13          | 0           | 0           | 4           | 0            | 2               | 0               | 0               | 1               | 0               | 0                 | 0                 | 0                 | 0                 | 0                 | 15    | 0           | 0     | 5      | 0            |
| Théodore Effouba-Ayissi | 0           | 0           | 0           | 0           | 0            | 0               | 0               | 0               | 0               | 0               | 0                 | 0                 | 0                 | 0                 | 0                 | 0     | 0           | 0     | 0      | 0            |
| Jonathan Rivierez       | 15          | 0           | 0           | 4           | 0            | 0               | 0               | 0               | 0               | 0               | 1                 | 0                 | 0                 | 0                 | 0                 | 16    | 0           | 0     | 4      | 0            |
| Benoît Assou-Ekotto     | 13          | 0           | 0           | 2           | 2            | 1               | 0               | 0               | 0               | 0               | 2                 | 0                 | 0                 | 1                 | 0                 | 16    | 0           | 0     | 3      | 2            |
| Philipp Wollscheid      | 0           | 0           | 0           | 0           | 0            | 0               | 0               | 0               | 0               | 0               | 1                 | 0                 | 0                 | 1                 | 0                 | 1     | 0           | 0     | 1      | 0            |
| Vahid Selimovic         | 4           | 0           | 0           | 1           | 0            | 1               | 0               | 0               | 1               | 0               | 1                 | 0                 | 0                 | 1                 | 0                 | 6     | 0           | 0     | 3      | 0            |
| Nicolas Basin           | 3           | 1           | 0           | 1           | 0            | 0               | 0               | 0               | 0               | 0               | 0                 | 0                 | 0                 | 0                 | 0                 | 3     | 1           | 0     | 1      | 0            |
| Vincent Peugnet         | 0           | 0           | 0           | 0           | 0            | 2               | 0               | 0               | 0               | 0               | 0                 | 0                 | 0                 | 0                 | 0                 | 2     | 0           | 0     | 0      | 0            |
| Dylan Lempereur         | 0           | 0           | 0           | 0           | 0            | 1               | 0               | 0               | 0               | 0               | 0                 | 0                 | 0                 | 0                 | 0                 | 1     | 0           | 0     | 0      | 0            |
| Simon Falette           | 1           | 0           | 0           | 0           | 0            | 0               | 0               | 0               | 0               | 0               | 0                 | 0                 | 0                 | 0                 | 0                 | 1     | 0           | 0     | 0      | 0            |
| Julian Palmieri         | 5           | 0           | 0           | 1           | 0            | 0               | 0               | 0               | 0               | 0               | 0                 | 0                 | 0                 | 0                 | 0                 | 5     | 0           | 0     | 1      | 0            |
| Gerónimo Poblete        | 18          | 0           | 0           | 1           | 0            | 1               | 0               | 0               | 0               | 0               | 2                 | 0                 | 0                 | 0                 | 0                 | 21    | 0           | 0     | 1      | 0            |
| Gauthier Hein           | 3           | 0           | 0           | 0           | 0            | 0               | 0               | 0               | 0               | 0               | 0                 | 0                 | 0                 | 0                 | 0                 | 3     | 0           | 0     | 0      | 0            |
| Yann Jouffre            | 3           | 0           | 0           | 0           | 0            | 0               | 0               | 0               | 0               | 0               | 0                 | 0                 | 0                 | 0                 | 0                 | 3     | 0           | 0     | 0      | 0            |
| Ablie Jallow            | 2           | 0           | 0           | 0           | 0            | 0               | 0               | 0               | 0               | 0               | 0                 | 0                 | 0                 | 0                 | 0                 | 2     | 0           | 0     | 0      | 0            |
| Lemouya Goudiaby        | 0           | 0           | 0           | 0           | 0            | 0               | 0               | 0               | 0               | 0               | 1                 | 0                 | 0                 | 0                 | 0                 | 0     | 0           | 0     | 0      | 0            |
| Florent Mollet          | 8           | 2           | 0           | 3           | 0            | 1               | 0               | 0               | 0               | 0               | 2                 | 0                 | 0                 | 0                 | 0                 | 11    | 2           | 0     | 3      | 0            |
| Renaud Cohade           | 22          | 1           | 3           | 3           | 0            | 1               | 0               | 0               | 0               | 0               | 1                 | 0                 | 0                 | 0                 | 0                 | 24    | 1           | 3     | 3      | 0            |
| Cafú                    | 10          | 0           | 0           | 2           | 0            | 2               | 1               | 0               | 0               | 0               | 1                 | 0                 | 0                 | 0                 | 0                 | 13    | 1           | 0     | 2      | 0            |
| Matthieu Dossevi        | 17          | 1           | 5           | 1           | 0            | 1               | 0               | 1               | 0               | 0               | 1                 | 1                 | 0                 | 0                 | 0                 | 19    | 2           | 6     | 1      | 0            |
| Lilian Fournier         | 0           | 0           | 0           | 0           | 0            | 0               | 0               | 0               | 0               | 0               | 1                 | 0                 | 0                 | 0                 | 0                 | 1     | 0           | 0     | 0      | 0            |
| Danijel Milićević       | 2           | 0           | 1           | 0           | 0            | 1               | 0               | 0               | 0               | 0               | 0                 | 0                 | 0                 | 0                 | 0                 | 3     | 0           | 1     | 0      | 0            |
| Georges Mandjeck        | 2           | 0           | 0           | 0           | 0            | 0               | 0               | 0               | 0               | 0               | 0                 | 0                 | 0                 | 0                 | 0                 | 2     | 0           | 0     | 0      | 0            |
| Nolan Roux              | 21          | 7           | 1           | 5           | 0            | 1               | 0               | 1               | 0               | 0               | 1                 | 0                 | 0                 | 0                 | 0                 | 23    | 7           | 2     | 5      | 0            |
| Brian Fernández         | 7           | 0           | 0           | 0           | 0            | 0               | 0               | 0               | 0               | 0               | 0                 | 0                 | 0                 | 0                 | 0                 | 7     | 0           | 0     | 0      | 0            |
| Emmanuel Rivière        | 12          | 4           | 2           | 0           | 0            | 1               | 1               | 0               | 1               | 0               | 1                 | 0                 | 0                 | 0                 | 0                 | 14    | 5           | 2     | 1      | 0            |
| Opa Nguette             | 14          | 0           | 0           | 3           | 0            | 1               | 0               | 0               | 0               | 0               | 1                 | 0                 | 0                 | 0                 | 0                 | 16    | 0           | 0     | 3      | 0            |
| Ibrahima Niane          | 16          | 1           | 1           | 1           | 0            | 2               | 2               | 0               | 0               | 0               | 2                 | 0                 | 0                 | 0                 | 0                 | 20    | 3           | 1     | 1      | 0            |
| Habib Diallo            | 1           | 0           | 0           | 0           | 0            | 0               | 0               | 0               | 0               | 0               | 0                 | 0                 | 0                 | 0                 | 0                 | 1     | 0           | 0     | 0      | 0            |
| Vincent Thill           | 1           | 0           | 0           | 0           | 0            | 1               | 0               | 0               | 0               | 0               | 2                 | 0                 | 0                 | 1                 | 0                 | 4     | 0           | 0     | 1      | 0            |
| Farid Boulaya           | 1           | 0           | 1           | 0           | 0            | 1               | 0               | 0               | 0               | 0               | 0                 | 0                 | 0                 | 0                 | 0                 | 2     | 0           | 1     | 0      | 0            |

### Équipe-type
Équipe-type réalisée à travers les statistiques des joueurs.

## Compétitions

### Championnat

#### Classement
| Rang | Équipe                 | Pts | J  | G  | N  | P  | Bp | Bc | Diff | Qualification ou relégation            |
| ---- | ---------------------- | --- | -- | -- | -- | -- | -- | -- | ---- | -------------------------------------- |
| 14   | Angers SCO             | 41  | 38 | 9  | 14 | 15 | 42 | 52 | −10  |                                        |
| 15   | RC Strasbourg Alsace P | 38  | 38 | 9  | 11 | 18 | 44 | 67 | −23  |                                        |
| 16   | SM Caen                | 38  | 38 | 10 | 8  | 20 | 27 | 52 | −25  |                                        |
| 17   | LOSC Lille             | 38  | 38 | 10 | 8  | 20 | 41 | 67 | −26  |                                        |
| 18   | Toulouse FC            | 37  | 38 | 9  | 10 | 19 | 38 | 54 | −16  | Participation au barrage de relégation |
| 19   | ES Troyes AC P         | 33  | 38 | 9  | 6  | 23 | 32 | 59 | −27  | Relégation en Ligue 2                  |
| 20   | FC Metz                | 26  | 38 | 6  | 8  | 24 | 34 | 76 | −42  | Relégation en Ligue 2                  |

## Les autres équipes

### Section féminine

#### Classement
| Rang | Équipe                 | Pts | J | G | N | P | Bp | Bc | Diff |
| ---- | ---------------------- | --- | - | - | - | - | -- | -- | ---- |
| 1    | FC Metz R              | 15  | 6 | 5 | 0 | 1 | 21 | 3  | +18  |
| 2    | US Saint-Malo          | 12  | 6 | 4 | 0 | 2 | 10 | 6  | +4   |
| 3    | CBOSL Football P       | 11  | 6 | 3 | 2 | 1 | 5  | 1  | +4   |
| 4    | VGA Saint-Maur         | 10  | 6 | 3 | 1 | 2 | 5  | 8  | -3   |
| 5    | ESOFV La Roche-sur-Yon | 9   | 6 | 2 | 3 | 1 | 8  | 4  | +4   |
| 6    | Arras FCF              | 9   | 6 | 2 | 3 | 1 | 5  | 7  | -2   |
| 7    | Stade de Reims         | 8   | 6 | 2 | 2 | 2 | 7  | 4  | +3   |
| 8    | FC Rouen               | 8   | 6 | 2 | 2 | 2 | 7  | 10 | -3   |
| 9    | FF Issy P              | 6   | 6 | 2 | 0 | 4 | 10 | 18 | -8   |
| 10   | Stade brestois         | 5   | 6 | 1 | 2 | 3 | 5  | 8  | -3   |
| 11   | Le Mans FC             | 5   | 6 | 1 | 2 | 3 | 6  | 10 | -4   |
| 12   | FC Lorient             | 1   | 6 | 0 | 1 | 5 | 2  | 12 | -10  |

|  | Promu en Division 1. |
|  | Qualifié pour la PAN. |
|  | Relégué en Division d'Honneur. |
|  | R Relégué de Division 1 P Promu de Division d'Honneur. Pts points ; G victoires ; N match nuls ; P défaites Bp buts marqués ; Bc buts encaissés ; Diff différence de buts |

Le classement est calculé avec le barème de points suivant : une victoire vaut trois points, le match nul un et la défaite aucun.
Critères utilisés pour départager en cas d'égalité au classement :
1. classement aux points des matchs joués entre les clubs ex æquo ;
2. différence entre les buts marqués et les buts concédés par chacun d’eux au cours des matchs qui les ont opposés ;
3. différence entre les buts marqués et les buts concédés sur la totalité des matchs joués dans le championnat ;
4. plus grand nombre de buts marqués sur la totalité des matchs joués dans le championnat ;
5. en cas de nouvelle égalité, une rencontre supplémentaire aura lieu sur terrain neutre avec, éventuellement, l’épreuve des tirs au but.

#### Buteurs
| Joueur              | Nombre de buts |
| ------------------- | -------------- |
| Meryll Wenger       | 5 buts         |
| Selen Altunkulak    | 4 buts         |
| Valérie Sanderson   | 3 buts         |
| Justine Rougemont   | 3 buts         |
| Léa Khelifi         | 2 buts         |
| İpek Kaya           | 2 buts         |
| Maureen Bigot       | 1 but          |
| Simone Gomes Jatobá | 1 but          |